# 羣明輪
羣明輪（英語：YM Wholesome）為現代重工為塞斯潘公司建造，由陽明海運承租的貨櫃船，全長368.08米（1,207英尺7英寸），寬51.06米（167英尺6英寸），吃水16.025米（52英尺6.9英寸），其容量為14078 TEU，註冊於香港，於2015年2月9日動工，2015年7月20日交付並投入服務。